# Quakertown Automobile Manufacturing Company
Quakertown Automobile Manufacturing Company, vorher Quakertown Buggy Works, war ein US-amerikanischer Hersteller von Fahrzeugen.

## Unternehmensgeschichte
Quakertown Buggy Works aus Quakertown in Pennsylvania produzierte Kutschen. Der Inhaber J. S. Nicholas stellte 1902 sein erstes Automobil her. Er suchte Geldgeber für eine Serienproduktion. Anfang 1903 erfolgte die Umfirmierung in Quakertown Automobile Manufacturing Company. Der Markenname lautete Quakertown. 1904 endete die Kraftfahrzeugproduktion.
Es ist nicht bekannt, wann das Unternehmen aufgelöst wurde.

## Kraftfahrzeuge
Im Angebot standen Fahrzeuge mit Ottomotoren.